# Abigail Breslin
Abigail Breslin, de nom Abigail Kathleen Breslin (Nova York, Estats Units, 14 d'abril de 1996) és una actriu estatunidenca. És principalment coneguda per haver encarnat Olive Hoover a Petita Miss Sunshine, que li va valer una nominació a l'Oscar a la millor actriu secundària el 2007.

## Biografia
Nascuda a Nova York el 1996 en una família d'actors, Abi Breslin fa els seus inicis davant la càmera als tres anys. Després de diverses aparicions a la televisió, actua a Signs de M. Night Shyamalan al costat de Mel Gibson. El 2006, gràcies al seu paper a la pel·lícula Little Miss Sunshine de Jonathan Dayton, obté la seva primera nominació als Oscars quan té just 11 anys. 
 El 2009 actua a la pel·lícula Zombieland.
 El desembre de 2011, és al cartell de Happy New Year.

## Filmografia

### Cinema
- 2002: Signs: Bo Hess
- 2004: Fashion maman: Sarah Davis
- 2004: The Princess Diaries 2: Royal Engagement: Parade Girl Carolina
- 2004: Keane: Kira Bedik
- 2005: Chestnut: Hero of Central Park: Ray
- 2006: The Santa Clause 3: The Escape Clause: Trish
- 2006: Petita Miss Sunshine (Little Miss Sunshine): Olive Hoover
- 2006: Air Buddies: Rosabud (Veu)
- 2006: The Ultimate Gift: Emily Rose
- 2007: No Reservations: Zoé
- 2008: Nim's Island: Nim Rusoe
- 2008: Definitely,_Maybe: Maya Hayes
- 2008: Kit Kittredge: An American Girl: Kit Kittredge
- 2009: My Sister's Keeper: Andromeda 'Anna' Fitzgerald
- 2009: Zombieland: Little Rock
- 2010: Quantum Quest: A Cassini Space Odyssey: Jeana (veu)
- 2011: Janie Jones: Janie Jones
- 2011: Rango: Priscilla (veu)
- 2011: New Year's Eve: Hailey
- 2011: Zambezia: Zoe (veu)
- 2013: Haunter: Lisa
- 2013: L'última trucada: Casey Welson
- 2013: Agost: Jean Fordham
- 2013: El joc de l'Ender (Ender's Game): Valentine Wiggin
- 2014: Wicked Blood: Hannah Lee
- 2014: Perfect Sisters: Sandra
- 2014: Maggie: Maggie
- 2019: Zombieland: Double Tap: Little Rock

### Televisió
- 2002: Hack (Sèrie TV): Kayla Adams
- 2002: What I Like About You (Sèrie TV): Josie
- 2004: Navy NCIS: Naval Criminal Investigative Service (Sèrie TV): Sandy Watson
- 2004: Law & Order: Special Victims Unit (Sèrie TV): Patty Branson
- 2005: Family Plan (Telefilm): Nicole Dobson
- 2006: Grey's Anatomy (Sèrie TV): Megan Clover
- 2006: Ghost Whisperer (Sèrie TV): Sarah Applewhite

## Premis i nominacions

### Nominacions
- 2007. Oscar a la millor actriu secundària per Little Miss Sunshine
- 2007. BAFTA a la millor actriu secundària per Little Miss Sunshine